# Jonathan Núñez
Jonathan Adid Núñez García (ur. 26 listopada 2001 w La Ceiba) – honduraski piłkarz występujący na pozycji defensywnego pomocnika, od 2019 roku zawodnik Motagui.
Jest bratem Darwina Olivy oraz kuzynem Miltona Núñeza, również piłkarzy.